# Deap Lips
Deap Lips — американський рок гурт, створений у 2019 році в Оклахома-Сіті, штат Оклахома, у результаті співпраці гуртів The Flaming Lips і Deap Vally.
Музика гурту була класифікована як альтернативний рок, гаражний рок, неопсиходелія.

## Історія
Гурт Deap Lips — це Вейн Койн і Стівен Дрозд з гурту The Flaming Lips, і Ліндсі Трой і Джулі Едвардс з гурту Deap Vally. 
Історія співпраці двох гуртів почалася відтоді, коли Вейн Койн пішов на концерт гурту Deap Vally, зустрів Ліндсі Трой і дав їй свій номер телефону. 
Пізніше гурт Deap Vally приїхав в Оклахома-Сіті, щоб джемувати з гуртом The Flaming Lips і вони записали кілька спільних пісень.
13 березня 2020 року гурт Deap Lips випустив свій перший однойменний альбом Deap Lips через лейбл Cooking Vinyl. Альбом містив кавер-версію пісні гурту Steppenwolf, «The Pusher».

## Учасники гурту
- Уейн Койн (Wayne Coyne),
- Стівен Дрозд (Steven Drozd),
- Ліндсі Трой (Lindsey Troy),
- Джулі Едвардс (Julie Edwards)

## Дискографія
- Deap Lips (2020, Cooking Vinyl)[3]